# Eva Kolstad
Eva Lundegaard Kolstad, född 6 maj 1918, död 26 mars 1999, var en norsk liberal politiker (Venstre) och förkämpe för kvinnors rättigheter. Hon var ordförande för Norsk Kvinnesaksforening (1956–1968), ledamot och vice ordförande för FN:s Kvinnokommission (1969–1975), konsument- och administrationsminister (inklusive familj- och jämställdhetspolitik) i regeringen Korvald (1972–1973), partiledare för Venstre (1974–1976) och Norges (och världens) första jämställdhetsombudsman (1978–1988).